# Її єдиний шлях
«Її єдиний шлях» (англ. Her Only Way) — американська драма режисера Сідні Франкліна 1918 року.

## У ролях
- Норма Толмадж — Люсіль Вестбрук
- Юджин О'Браєн — Джозеф Маршалл
- Ремсі Воллес — Пауль Белмонт
- Е. Елін Воррен — суддя Гамптон Бейтс
- Джобіна Гоуланд — місіс Рендольф